# Hualong

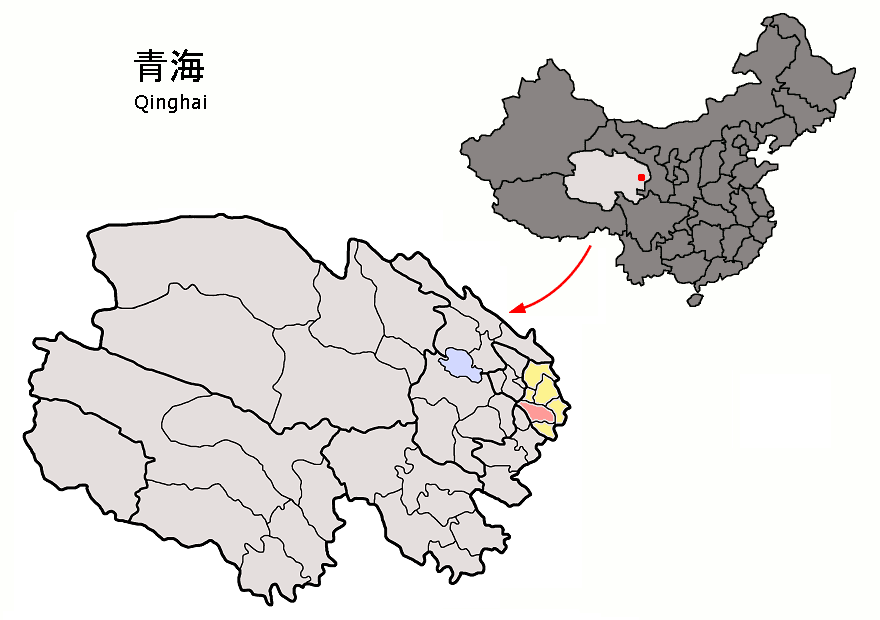
Lage des Autonomen Kreises Hualong der Hui (rosa) im Regierungsbezirk Haidong (gelb)

Der Autonome Kreis Hualong der Hui (化隆回族自治县,  Huàlóng Huízú Zìzhìxiàn), kurz: Kreis Hualong (化隆县,  Huàlóng xiàn), ist ein autonomer Kreis der Hui-Chinesen im Regierungsbezirk Haidong im Osten der chinesischen Provinz Qinghai. Er hat eine Fläche von 2.710 km² und zählt ca. 200.474 Einwohner (Stand: Zensus 2020). Sein Hauptort ist die Großgemeinde Bayan (巴燕镇).

## Administrative Gliederung
Auf Gemeindeebene setzt sich der Kreis aus sechs Großgemeinden und elf Gemeinden (davon vier Nationalitätengemeinden der Tibeter) zusammen. Diese sind:
- Großgemeinde Bayan (巴燕镇)
- Großgemeinde Gandu (甘都镇)
- Großgemeinde Qunke (群科镇)
- Großgemeinde Yashiga (牙什尕镇)
- Großgemeinde Zhaba (扎巴镇)
- Großgemeinde Ansiduo (昴思多镇)

- Gemeinde Ertang (二塘乡)
- Gemeinde Xiejiatan (谢家滩乡)
- Gemeinde Ashinu (阿什努乡)
- Gemeinde Shidacang (石大仓乡)
- Gemeinde Dehenglong (德恒隆乡)
- Gemeinde Shalianbao (沙连堡乡)
- Gemeinde Chuma (初麻乡)
- Gemeinde Tajia der Tibeter (塔加藏族乡)
- Gemeinde Xiongxian der Tibeter (雄先藏族乡)
- Gemeinde Jinyuan der Tibeter (金源藏族乡)
- Gemeinde Chafu der Tibeter (查甫藏族乡)

## Ethnische Gliederung der Bevölkerung (2000)
Beim Zensus im Jahr 2000 hatte Hualong 213.706 Einwohner.
| Name des Volkes | Einwohner | Anteil  |
| --------------- | --------- | ------- |
| Hui             | 110.082   | 51,51 % |
| Han             | 45.959    | 21,51 % |
| Tibeter         | 45.935    | 21,49 % |
| Salar           | 11.100    | 5,19 %  |
| Tu              | 380       | 0,18 %  |
| Dongxiang       | 82        | 0,04 %  |
| Mongolen        | 75        | 0,04 %  |
| Yi              | 19        | 0,01 %  |
| Uiguren         | 15        | 0,01 %  |
| Sonstige        | 59        | 0,03 %  |